# Bereśnik (Beskid Sądecki)
Bereśnik (843 m) – szczyt w Paśmie Radziejowej w Beskidzie Sądeckim. Znajduje się na południowo-wschodnim grzbiecie Przysłopu. Grzbiet ten poprzez Kotelnicę (847 m), Bereśnik (811 m), Górę Popa (843 m), Guckę (763 m) i Bryjarkę (677 m) opada do doliny Grajcarka w Szczawnicy, oddzielając dolinę potoku Sopotnickiego od doliny potoku Skotnickiego i jego dopływu – Czarnego Potoku.
Nazwa wzniesienia pochodzi od łemkowskiego słowa bereza oznaczającego brzozę.
Na wierzchołku Bereśnika grzbiet Dzwonkówki skręca na południowy zachód w kierunku szczytu Gucka, natomiast na południowy wschód odchodzi krótkie ramię zakończone stokiem opadającym do doliny Sopotnickiego Potoku. Szczyt Bereśnika jest porośnięty lasem, ale na jego północnym i południowym grzbiecie są dwie polany Cieluszki. Na polanie południowej jest pojedyncze gospodarstwo. Dużo niżej, na południowy zachód od szczytu Bereśnika znajduje się schronisko turystyczne – bacówka pod Bereśnikiem. Wbrew swojej nazwie nie znajduje się ono pod Bereśnikiem, lecz między Górą Popa i Gucką. Obok schroniska biegnie żółty szlak turystyczny.

## Szlaki turystyczne
Szczawnica – Bryjarka – bacówka pod Bereśnikiem – Bereśnik – Cieluszki – Kotelnica – Dzwonkówka. 2:40 h, 1:50 h
 Bereśnik – Koszarzysko

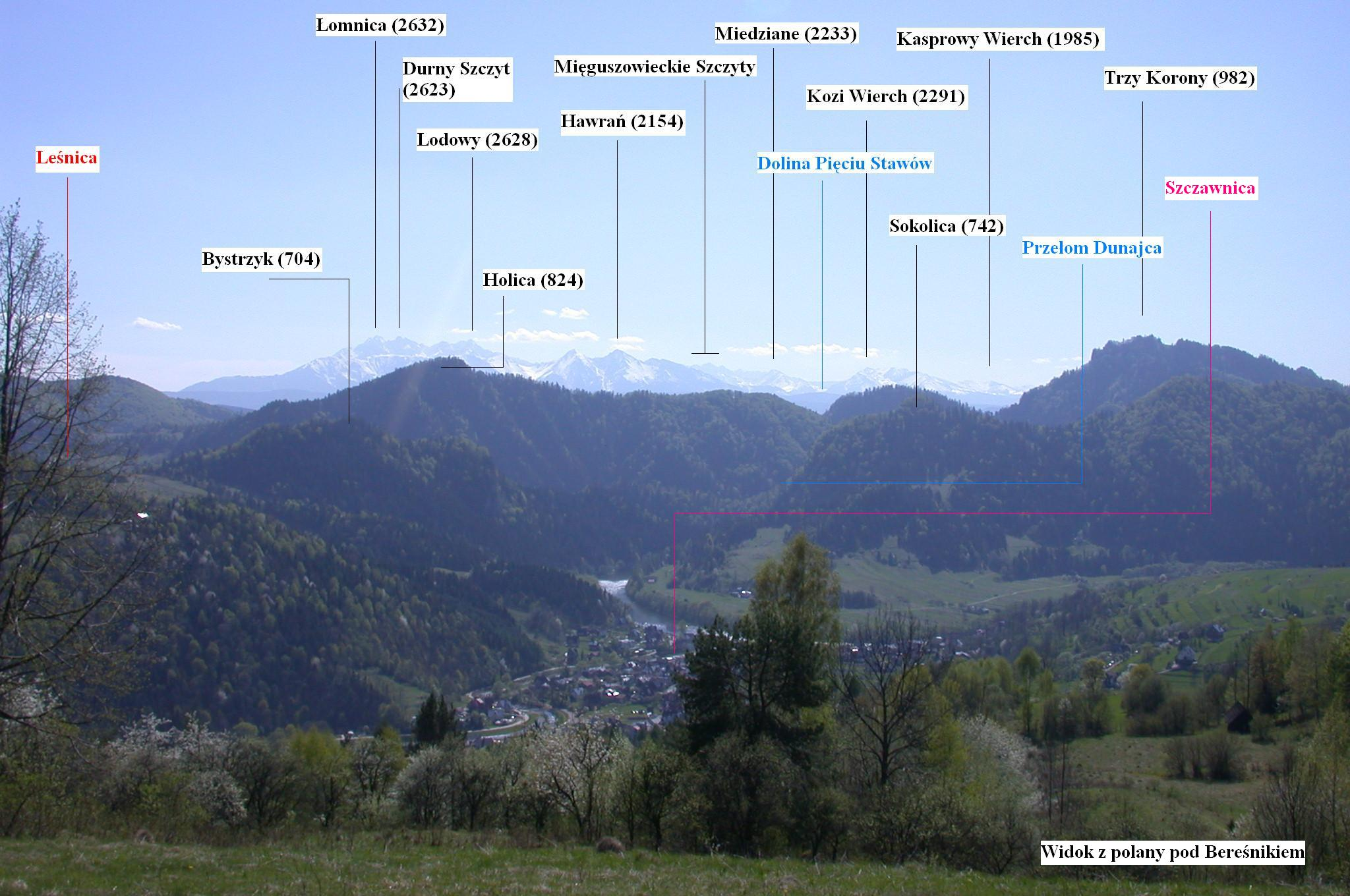
Widok z polany pod Bereśnikiem
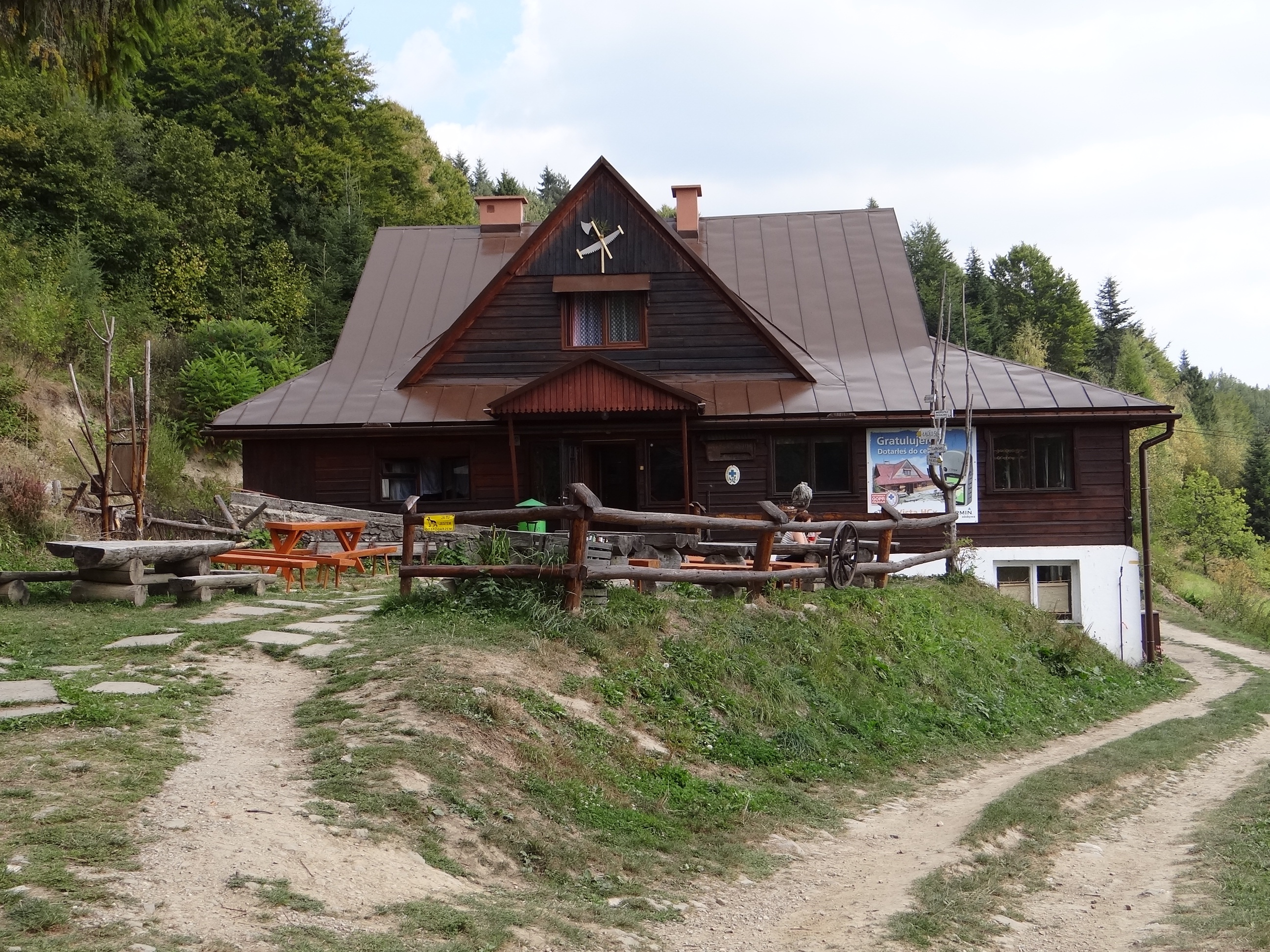
Bacówka pod Bereśnikiem